# Gherardo di Giovanni del Fora
Gherardo di Giovanni del Fora  ou Gherardo  di Giovanni di Miniato, dit del Fora (Florence, 1445 - 1497) est un peintre italien, enlumineur, fresquiste et  mosaïste de l'école florentine.

## Biographie
Gherardo del Fora di Giovanni est le fils du sculpteur Giovanni di Miniato dit il Fora. Il est le frère de Monte (1445-1497), avec lequel il a collaboré dans de nombreuses enluminures, et de Bartolomeo (1442-1494), tous deux peintres. 
Élève du Politien et ami de Léonard de Vinci, il a commencé sa carrière au cours des années 1460 dans un atelier du livre, en collaboration avec ses deux frères Monte et Bartolomeo. Il tint un atelier à Florence de 1470 à 1495 et Laurent de Médicis l'a employé, avec Domenico Ghirlandaio pour des mosaïques à San Zanobi, interrompues par la mort de leur commanditaire. Ce dernier le qualifie de rénovateur de la mosaïque florentine qui le considérait de plus comme un bon organiste.
Il ne reste rien de ses œuvres, en tant que mosaïste, louées par Giorgio Vasari, tandis que nombreux sont les codex illuminés par ses soins, souvent en compagnie de son frère Monte, pour les couvents florentins, Opera del duomo (Musée national du Bargello, Bibliothèque Laurentienne). 
Les miniatures comportent des influences de Domenico Ghirlandaio et Léonard de Vinci, des écoles allemandes et flamandes, servies par une haute qualité chromatique. Certains historiens de l'art ont proposé Gherardo comme auteur des peintures inspirées du Triumphus Pudicitie de Pétrarque, regroupées sous le nom de « Maestro della Castità ». Il peignit également des fresques  d'un oratoire à Florence, de la façade de l'église San Gilio et à Santa Maria Nuova, pour la consécration de l'église par le pape
Il a travaillé pour de grands souverains d'Europe comme Manuel Ier de Portugal et le roi de Hongrie, Matthias Corvin (Didimo di Alessandria, De Spiritu sancto, Pierpont Morgan Library, New York).

## Œuvres

### Peintures
- Le Combat entre l'Amour et la Chasteté, vers 1475-1500, National Gallery, Londres[2]
- Vierge adorant l'Enfant avec saint Jean jeune, vers 1475-1480, Galleria dell'Accademia de Florence[3]
- Femmes chastes dans un paysage, vers 1480, collection privée.
- Vierge à l'Enfant trônant et saints, vers 1480-1495, Galleria dell'Accademia de Florence[3]
- Le Christ et la Vierge intercédant en faveur de l'humanité, 1485-1495, Musée des beaux-arts de Montréal

### Enluminures

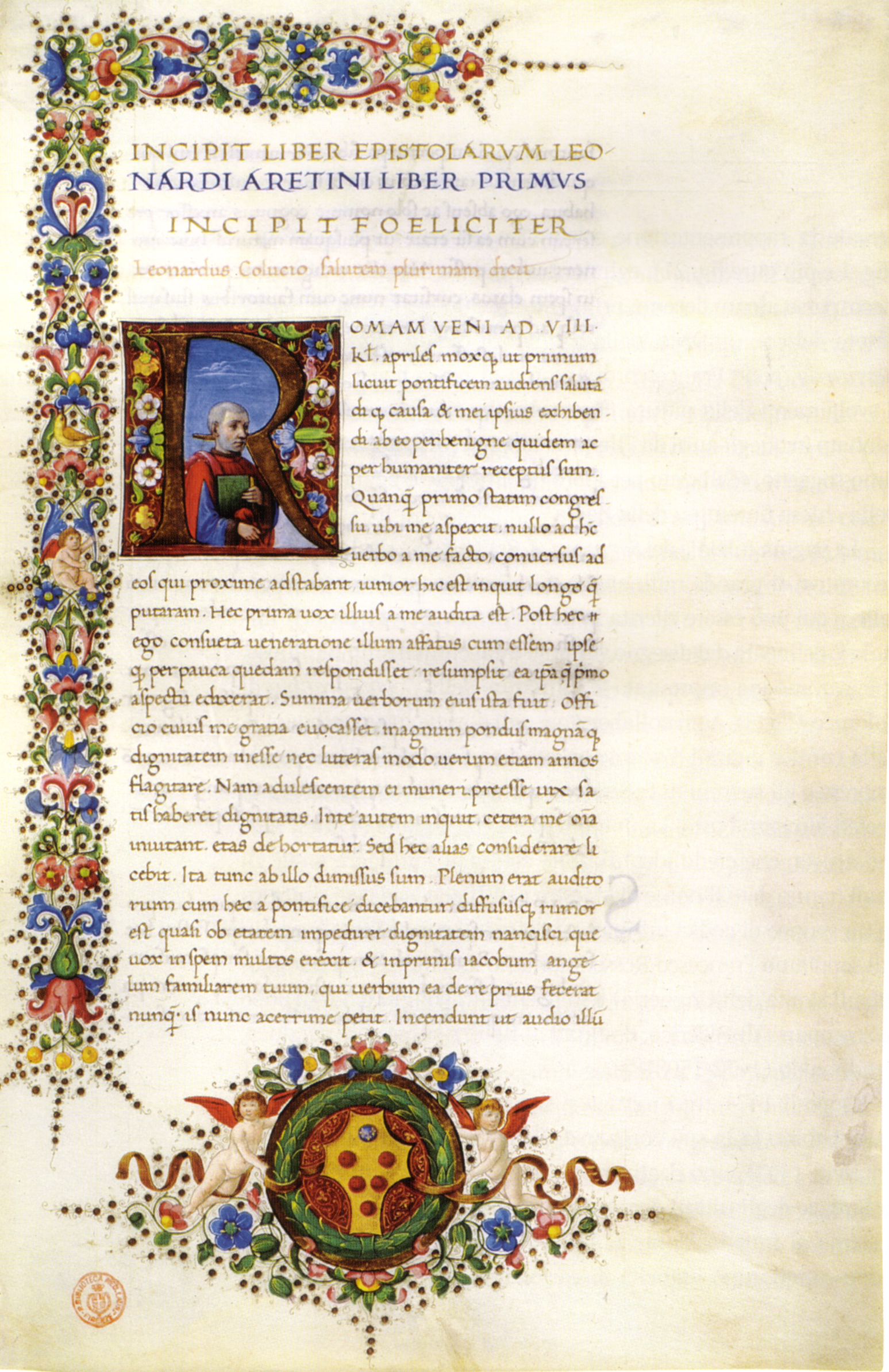
Epistolae di Leonardo Bruni, Bibliothèque Laurentienne, Florence.

- Missel de  Sant'Egidio (1474), Musée national du Bargello, Florence (en collaboration avec son frère Monte), Ms.67
- Epistolae di leonardo bruni, Bibliothèque Laurentienne, Florence
- Didimo di Alessandria, De Spiritu sancto, Pierpont Morgan Library, New York,
- De Nuptiis Philologiae et Mercurii,
- Homiliae, Bibliothèque apostolique vaticane, Rome
- Magl. XIX 59, enluminures du manuscrit (Codex des Braccesi) de la Bibliothèque nationale centrale de Florence
- Una Bibbia miniata pour Lucrezia Tornabuoni
- Personnification de la Musique dans l'ouvrage Philologiae et Mercurii de Martianus Capella (entre 1474 et 1480), Bibliothèque apostolique vaticane
- Une miniature de la Bible de Mathias Corvin, Bibliothèque Laurentienne
- Livre d'heures de Louisa de Medicis, vers 1485, Bibliothèque Laurentienne
- Bible de Belém, collaboration aux tomes 4 et 6 avec son frère et Attavante degli Attavanti, vers 1497, Institut des archives nationales, Lisbonne